# マウリシオ・ステッカ
マウリシオ・ステッカ（Maurizio Stecca、1963年3月9日 - ）は、イタリアのプロボクサー。元WBO世界フェザー級王者。ヴィボ・ヴァレンツィア出身。1984年ロサンゼルスオリンピックバンタム級金メダリスト。兄は元WBA世界スーパーバンタム級王者ロリス・ステッカ。

## 来歴

### アマチュア時代
1979年から1981年に3年間イタリアのアマチュアバンタム級王者になったことがある。
1984年ロサンゼルスオリンピックのバンタム級に出場。1回戦は判定勝ち。2回戦も判定勝ち、3回戦も判定で退け、準決勝はペドロ・ノラスコを破り、決勝はエクトール・ロペスをも判定で退けて金メダルを獲得した。

### プロ時代
1984年12月1日、プロデビューを果たし3回TKO勝ちを収め白星でデビューを飾った。
1984年12月26日、フリオ・ガルシアと対戦し6回判定勝ちを収めた。
1985年12月13日、ジョン・フェーニーと対戦し8回判定勝ちを収めた。
1986年3月7日、ホセ・ルイス・ビチョと対戦し3回TKO勝ちを収めた。
1986年5月30日、ファリド・ベンレデジェブと対戦し8回判定勝ちを収めた。
1986年11月28日、アルツロ・エルナンデスと対戦し10回判定勝ちを収めた。
1987年6月12日、フランシスコ・アレオーラと対戦し10回判定勝ちを収めた。
1987年12月11日、ジュリアン・ソリスと対戦し6回失格勝ちを収めた。
1988年11月26日、ニゲール・ハードロックと対戦し3回終了時棄権によるTKO勝ちを収めた。
1989年1月28日、ミランで行われたWBO世界フェザー級王座決定戦でロサンゼルスオリンピックで準決勝で対戦したペドロ・ノラスコと対戦し6回終了時棄権によるTKO勝ちを収め王座獲得に成功した。
1989年6月16日、アンヘル・マヨールとミランで対戦し9回TKO勝ちを収め初防衛に成功した。
1989年11月11日、元WBA世界スーパーバンタム級王者ルイ・エスピノサと対戦し7回2分58秒TKO負けを喫し2度目の防衛に失敗し王座から陥落した。
1990年10月20日、ラファエル・メランと対戦し8回判定勝ちを収めた。
1991年1月26日、ホルヘ・パエスの返上で空位となったWBO世界フェザー級王座決定戦でアルマンド・ファン・レイエスと対戦し5回2分30秒TKO勝ちを収め1年4ヶ月振りの王座返り咲きに成功した。
1991年6月15日、フェルナンド・ラモスと対戦し12回3-0(2者が119-109、116-112)の判定勝ちを収め初防衛に成功した。
1991年11月9日、ティム・ドリスコルと対戦し9回終了時棄権によるTKO勝ちを収め2度目の防衛に成功した。
1992年5月16日、ロンドンのアレクサンドラ・パビリオンでコリン・マクミランと対戦し12回0-3(2者が110-118、114-116)の判定負けを喫し3度目の防衛に失敗し王座から陥落した。
1992年7月24日、アンヘル・アルダマと対戦し10回判定勝ちを収めた。
1992年12月18日、元IBF世界スーパーバンタム級王者でEBUヨーロッパフェザー級王者ファブリス・ベニシュと対戦し12回2-0の判定勝ちを収め王座獲得に成功した。
1993年3月27日、ヘルブ・ジャコブと対戦し11回TKO負けを喫し初防衛に失敗し王座から陥落した。
1993年5月28日、EBUヨーロッパフェザー級王者ヘルブ・ジャコブと2ヶ月振りにリマッチで再戦し10回KO勝ちを収め2ヶ月振りに王座返り咲きに成功した。
1993年9月24日、ステファン・ハッコンと対戦し9回TKO負けを喫し初防衛に失敗し王座から陥落した。
1995年3月22日、1年6ヶ月振りに復帰。サン・ベネデットでイタリアスーパーフェザー級王者アルトス・メネゴラと対戦し12回判定勝ちを収め王座獲得に成功した試合を最後に現役を引退した。

## 獲得タイトル
- WBO世界フェザー級王座（1期目は防衛1度。2期目は防衛2度。）
- EBUヨーロッパフェザー級王座
- イタリアスーパーフェザー級王座